# Cisiec

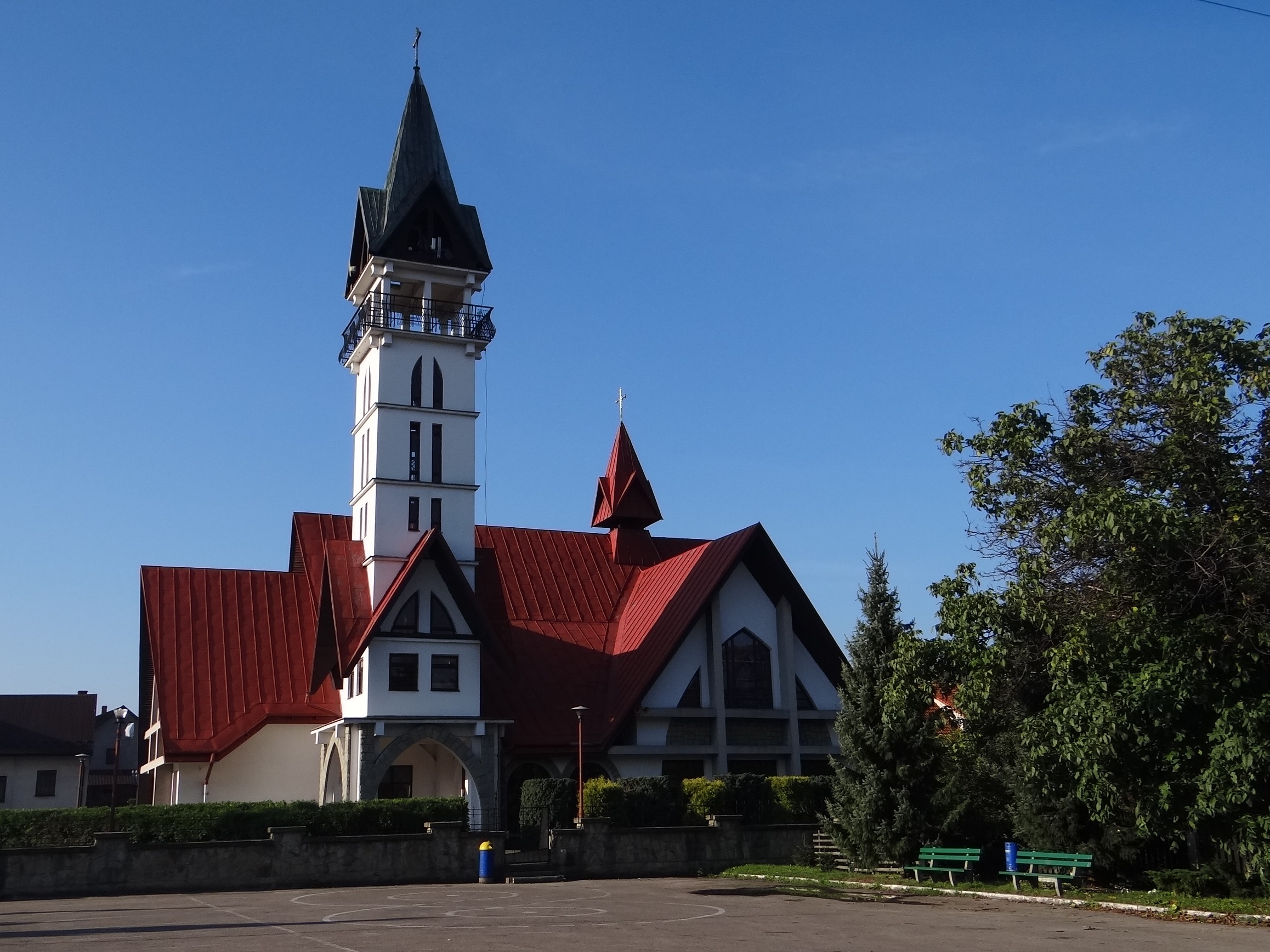
Kościół w Ciścu.

Cisiec – wieś w Polsce położona w województwie śląskim, w powiecie żywieckim, w gminie Węgierska Górka.
W 1595 roku wieś położona w powiecie śląskim województwa krakowskiego była własnością kasztelana sądeckiego Krzysztofa Komorowskiego.
W latach 1954–1961 wieś należała i była siedzibą władz gromady Cisiec, po jej zniesieniu w gromadzie Węgierska Górka. W latach 1975–1998 miejscowość administracyjnie należała do województwa bielskiego.
Cisiec leżący w dolinie rzeki Soły, z siedzibą gminy łączy Trakt Cesarski. Powstał w XVIII w. za panowania cesarza Józefa II, jako najkrótszy szlak komunikacyjny łączący Kraków z Wiedniem. Wzdłuż fragmentu Traktu wiodącego do Ciśca wytyczono dwukilometrową trasę spacerową – biegnie Głównym Szlakiem Beskidzkim im. K. Sosnowskiego (9 przystanków oraz punkt widokowy z panoramą Beskidów).
Nazwa wsi pochodzi od lasku cisowego znajdującego się w miejscu, w którym powstała miejscowość.

## Historia
Miejscowość zasiedlona została ok. XV i XVI wieku przez pasterzy wędrujących z Wołoszczyzny. Pierwszy raz wzmiankowana w XVI wieku. W 1662 roku we wsi mieszkało 311 osób, W 1675 r. we wsi, według zestawienia pt. Osada owiec wałaskich w państwie żywieckim na rok 1675 hodowano 373 owce. Za wypas owiec na pastwiskach górskich, polanach i halach mieszkańcy musieli uiszczać specjalną daninę: barany oraz guń z sukna owczego, zamieniane najczęściej na opłatę pieniężną.
W 1776 r. nastąpił podział państwa żywieckiego. Wieś Cisiec wraz z Cięciną i Milówką przeszła z folwarku Węgierskiej Górki pod władzę Franciszka Myszkowskiego z Wielopolskich.
Wiek XVIII przyniósł znaczne zaostrzenie przepisów o ochronie lasów. Dotyczyło to przeważnie szkód wynikających z wycinania drzewostanu skarbowego w celu zdobycia ziemi pod uprawę. Od tego czasu rozpoczyna się nielegalne „wyrabianie” polan, łąk i pastwisk w puszczy, z czym prowadzona była walka aż do chwili uwłaszczenia.
W sierpniu 1836 r. wybuchła epidemia cholery, która trwała do końca grudnia 1836 r. W parafii Milówka, do której należał Cisiec zmarło 300 osób, a w Rajczy 400 osób. Następną epidemią była epidemia kataro-febry, nie było jednak ofiar śmiertelnych.
W 1917 r. w Ciścu wystąpiła posucha, jakiej nie pamiętają najstarsi mieszkańcy wsi. Z powodu braku paszy ludność zbierała liście dla bydła i trzody chlewnej. Bydło oddawano na rzeź. Skóry wyprawiano domowym sposobem i wyrabiano prymitywne obuwie.
W dniu 3 sierpnia 1925 r. nawiedziła Cisiec straszna powódź, a rzeka Soła zerwawszy tamy i mosty zmieniła swoje koryto. Brak mostów na Sole na długi czas utrudnił dzieciom uczęszczanie do szkoły. W dniu 27 czerwca 1930 r. na Małym Ciścu wybuchł groźny pożar. Silny wiatr i długa posucha zwiększyły klęskę żywiołu. Spłonęło 69 budynków.
W 1958 nastąpił katastrofalny wylew Soły. Obfite deszcze zaczęły padać 28 czerwca 1958 r. Soła przybierała już w godzinach porannych. W dniu 29 czerwca ludzie byli świadkami zerwania mostu u Grzegorzków i wylewu wody na drogę w Milówce (w Wierzbinach). W Ciścu wylew Soły nastąpił po południu. W godzinach od 16 do 20 woda gwałtownie przybierała i dochodziła do stodoły Dziedzica. Na drodze przed mostkiem koło Stanisława Drożdża było 1 m wysokości wody. Pola za drogą (zwane ogrodami) zostały zalane tak wysoko, że z wody sterczały tylko wierzchołki palików podtrzymujących drut kolczasty. Na kamieńcu z prawej strony Soły rzeka utworzyła nowe koryto. Na sad u Drożdżów i Husarzy płynął wał wody. Zniszczone zostały drzewa owocowe u Władysława Michalskiego.
Kolejna powódź miała miejsce 1 lipca 1959 o godzinie 9 rano Soła poczęła wzbierać swoje wody tak, że do godz. 12 w południe ich poziom równał się z poziomem drogi.
Sławna na całą Polskę jest historia kościoła parafialnego (parafia św. Maksymiliana Kolbego) wybudowanego w czasie jednej doby w 1972 r. Ówczesne władze nie chciały udzielić pozwolenia na budowę świątyni. Wydały natomiast zgodę na budowę domu dwurodzinnego na działce Władysława Śleziaka. Wiosną 1972 wykonane zostały fundamenty. W czerwcu jednak, gdy stawiano pierwszą ścianę, urzędnicy po donosach o prawdziwym przeznaczeniu obiektu wstrzymali budowę. Rozpoczęły się przesłuchania i naciski by powstrzymać dalsze prace lub zmienić cel użytkowania bądź właściciela. W październiku, gdy władze postawiły ultimatum – albo sprzedaż albo natychmiastowa rozbiórka, mieszkańcy zdecydowali, że zbudują kościół w dobę. Poczynili w tym celu drobiazgowe przygotowania i w niedzielny poranek, 5 listopada 1972 roku, wikary, ks. Władysława Nowobilski, po odprawionej mszy, od prowizorycznego ołtarza wezwał do rozpoczęcia pracy. Mimo próśb i gróźb ze strony funkcjonariuszy nawołujących do przerwania robót, prace szybko postępowały, filmowane przez kamery Służby Bezpieczeństwa. Gdy odcięty został prąd, budowę kontynuowano w świetle samochodowych reflektorów, pochodni i płonących opon. Po 24 godzinach świątynia była gotowa.
Wobec pojawiających się gróźb jej zburzenia świątyni, mieszkańcy przez dwa lata nocami pełnili przy niej dyżury. Legalizacja inwestycji nastąpiła dopiero w 1979 r.

## Współczesność
Obecnie miejscowość Cisiec liczy 3246 mieszkańców. W 1880 roku miejscowość zamieszkiwało 1846 osób. Przed II wojną światową liczba mieszkańców wynosiła 2907. Po wojnie liczba ta zmalała do 2689 osób.
Zabudowa Ciśca skupia się przede wszystkim wzdłuż dwóch równoległych dróg, biegnących po obu stronach Soły. Od tychże dróg odchodzą niekiedy krótkie uliczki, prowadzące do dalej położonych posesji. Wyjątek stanowi droga „na Cisieckie” (długa na ok. 2 km), odchodząca od drogi głównej i biegnąca wzdłuż lewego brzegu Żabniczanki.

## Zabytki
Na terenie miejscowości znajdują się dwie zabytkowe kapliczki:
- Barokowa z II poł. XVIII w., ufundowana przez Mateusza Pajestkę,
- Z figurą Jezusa Nazaretańskiego z 1850 roku, ufundowana przez Marcina i Katarzynę Tondytków.

## Ludzie związani z Ciścem
- Jan Jarco – dziennikarz
- Krzysztof Dzierżawski – ekonomista, ekspert Centrum im. Adama Smitha
- Janusz Dzierżawski – działacz ludowy
- Mariusz Dzierżawski – działacz społeczny